# Chloe Arthur
Chloe Arthur (Erskine, 1995. január 21. –) skót női válogatott labdarúgó. Az angol Crystal Palace középpályása.

## Pályafutása

### Klubcsapatokban
Arthur a Celtic akadémiáján kezdte pályafutását és tizenhét évesen került az első csapathoz. 2014. december 14-én a Hibernian gárdájához szerződött. 2016. január 22-én az akkor másodosztályban érdekelt Bristol City együtteséhez igazolt. A Birmingham City 2018. július 25-én két évre szerződtette.
2020. július 2-től az Aston Villa csapatához kötelezte el magát.
2022. augusztus 1-jén szerződése lejártával írt alá a Crystal Palace együtteséhez.

### A válogatottban
A skót korosztályos válogatottakban 2010 óta szerepelt. A felnőtt csapatban 2015. február 8-án Észak-Írország ellen mutatkozott be.

## Magánélete
Édesapja, Gary egyike volt a glasgow-i Clutha bárban tíz áldozatot követelő helikopterbalesetnek.